# Route nationale 624
Die Route nationale 624, kurz N 624 oder RN 624, war eine französische Nationalstraße, die von 1933 bis 1973 zwischen einer Straßenkreuzung mit der ehemaligen Nationalstraße 622 westlich von Revel und Le Vernet verlief. Ihre Länge betrug 55 Kilometer.